# گروه اگمونت
گروه اگمونت (انگلیسی: Egmont Group) شرکت رسانه‌ای دانمارکی است، که در سال ۱۸۷۸ تأسیس شد.